# Lucille Starr

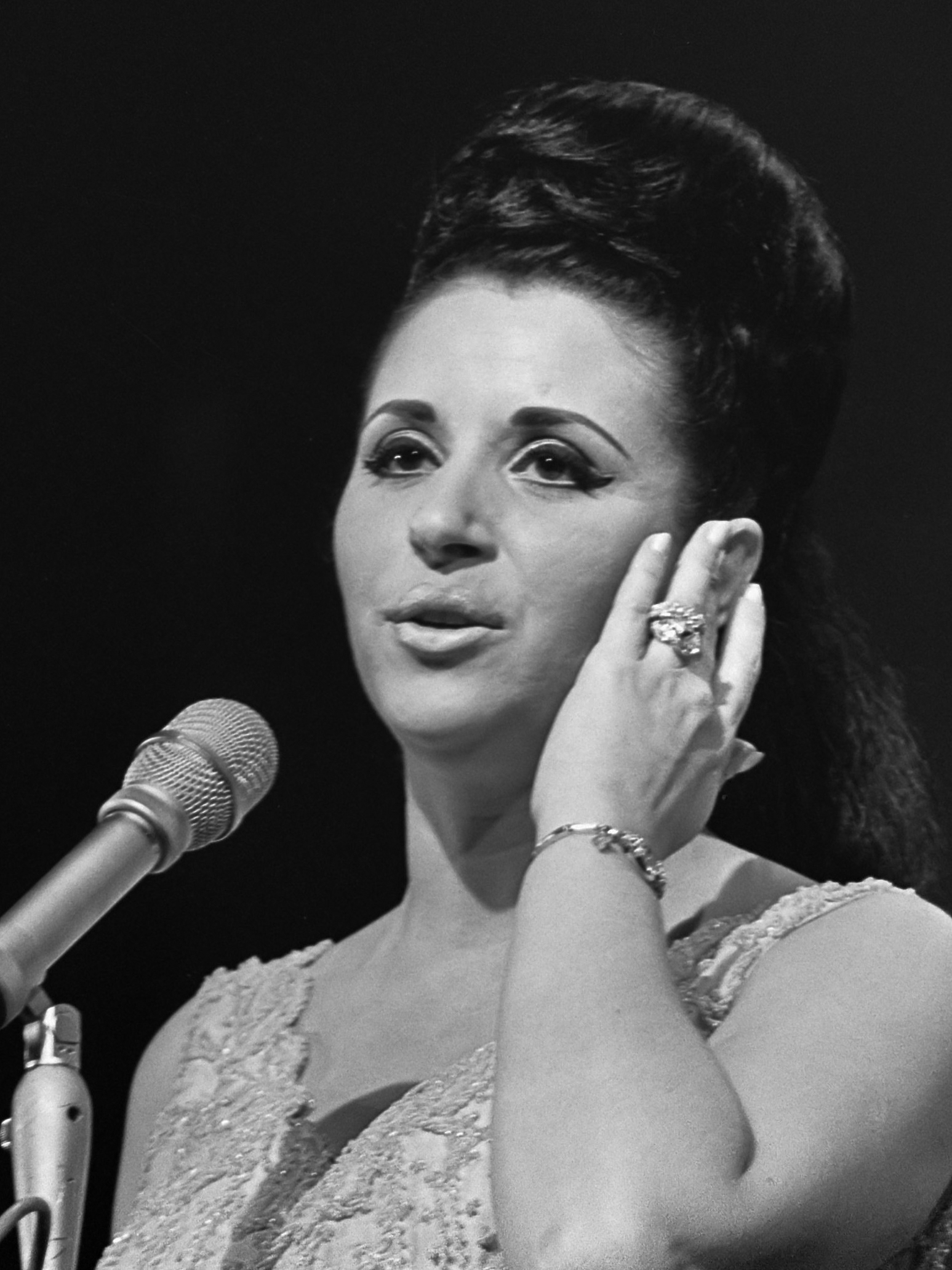
Lucille Starr (1965)

Lucille Starr, bürgerlich Lucille Raymonde Marie Cunningham, (* 13. Mai 1938 in Saint-Boniface; † 4. September 2020) war eine kanadische Country-Sängerin.

## Leben und Karriere
Die 1938 in Saint-Boniface in der kanadischen Provinz Manitoba geborene Lucille Starr wuchs in Coquitlam und Port Coquitlam auf. 1954 kam sie nach Vancouver, wo sie mit Bob Regan das Duo Canadian Sweethearts bildete. Die beiden heirateten und zogen nach Los Angeles. Ihr Solo-Song The French Song (Quand le soleil dit bonjour aux montagnes, 1964) und das gleichnamige Album wurden ein weltweiter Erfolg und brachten ihr als erster kanadischen Sängerin eine goldene Schallplatte ein. Auf dem Album war auch der Hit Colinda enthalten.
1981 erschien ihr Album Sun Shines Again, nachdem sie Sängerknötchen auskuriert hatte. Lucille Starr wurde 1989 in die Canadian Country Music Hall of Fame aufgenommen.

## Diskografie

### Alben
- Say You Love Me (auch: The Canadian Sweethearts oder Lucille Starr with Bob Regan)
- 1964: The French Song
- 1981: The Sun Shines Again
- 1982: Lucille Starr
- 1988: Back to You
- 1991: Sweet Memories
- 1991: Chansons d’Amour/Songs of Love

### Singles
| Jahr | Titel Album                                                                 | Höchstplatzierung, Gesamtwochen, AuszeichnungChartplatzierungen (Jahr, Titel, Album, Platzierungen, Wochen, Auszeichnungen, Anmerkungen) | Höchstplatzierung, Gesamtwochen, AuszeichnungChartplatzierungen (Jahr, Titel, Album, Platzierungen, Wochen, Auszeichnungen, Anmerkungen) | Höchstplatzierung, Gesamtwochen, AuszeichnungChartplatzierungen (Jahr, Titel, Album, Platzierungen, Wochen, Auszeichnungen, Anmerkungen) | Anmerkungen              |
| Jahr | Titel Album                                                                 | DE | US | Country | Anmerkungen              |
| ---- | --------------------------------------------------------------------------- | --- | --- | --- | ------------------------ |
| 1964 | Hootenanny Express –                                                        | — | — | Country45 (1 Wo.)Country | The Canadian Sweethearts |
| 1964 | The French Song (Quand Le Soleil Dit Bonjour Aux Montagnes) The French Song | DE34 (4 Wo.)DE | US54 (8 Wo.)US | — |                          |
| 1968 | Let’s Wait a Little Longer –                                                | — | — | Country51 (5 Wo.)Country | The Canadian Sweethearts |
| 1970 | Dream Baby –                                                                | — | — | Country50 (9 Wo.)Country | mit Bob Regan            |